# Żory
Żory (pron. [ˈʐɔrɨ] ; en alemán Sohrau) es una ciudad en Polonia, que se encuentra ubicada en Alta Silesia, en la voivodia de Silesia, aproximadamente a 30 kilómetros al suroeste de Katowice. La ciudad cuenta con una superficie de 64,64 km² y una población de 61 945 habitantes.
Żory hace frontera con las ciudadas Rybnik al noroeste y Jastrzębie-Zdrój al suroeste.

## Distritos
Żory se divide en 15 distritos.
| Distritos - Zachód - Śródmieście - Kleszczówka - Rowień-Folwarki - Osiny - Kleszczów - Baranowice - Rogoźna - Rój | Urbanizaciones (también son distritos) - Księcia Władysława - Powstańców Śląskich - 700-lecia Żor - Władysława Sikorskiego - Wojciecha Korfantego - Władysława Pawlikowskiego | Urbanizaciones incluidas en los distritos - Gwarków (distrito Rój) - Fadom (distrito Kleszczówka) |

## Transporte

### Coche
- Autostrada A1 (Polonia)
- Carretera Nacional 81
- Carretera provincial 924
- Carretera provincial 932
- Carretera provincial 934

### Aeropuertos
- 75 km de la ciudad - Aeropuerto Internacional de Katowice
- 100 km de la ciudad - Aeropuerto de Cracovia-Juan Pablo II

## Personalidades
- Otto Stern, físico alemán;
- Ewa Swoboda, atleta.